# John Fitzpatrick (Leichtathlet)

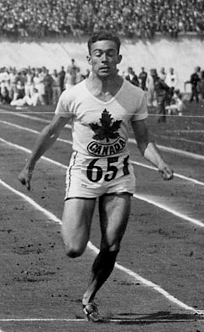
John Fitzpatrick 1928

John Fitzpatrick (John Richardson „Johnny“ Fitzpatrick; * 21. März 1907 in Toronto; † 9. Juli 1989 ebenda) war ein kanadischer Sprinter.
Bei den Olympischen Spielen 1928 in Amsterdam wurde er Fünfter über 200 m und erreichte über 100 m das Halbfinale. In der 4-mal-100-Meter-Staffel wurde er im Finale mit der kanadischen
Mannschaft disqualifiziert.
1930 gewann er bei den British Empire Games in Hamilton Bronze über 100 Yards, Silber über 200 Yards und Gold mit der kanadischen 4-mal-110-Yards-Stafette.
1930 wurde er Kanadischer Meister über 200 m.

## Persönliche Bestzeiten
- 100 m: 10,6 s, 9. August 1930, Toronto
- 200 m: 21,7 s, 16. August 1928, Dublin